# Ministère des Affaires étrangères (Maroc)
Pour les articles homonymes, voir Ministère des Affaires étrangères.
Le Ministère des Affaires étrangères, de la Coopération africaine et des Marocains résidant à l'étranger, est le ministère marocain chargé de mettre en œuvre la politique étrangère du Maroc et d’assurer les relations avec les États étrangers.
Il fait partie des ministères régaliens avec ceux de la Défense, des affaires islamiques et de l'Intérieur.
Depuis le 5 avril 2017, Nasser Bourita est le ministre des Affaires étrangères et de la Coopération internationale. 
Le 22 janvier 2018, Mohcine Jazouli est nommé ministre délégué auprès du ministre des Affaires étrangères et de la Coopération internationale, chargé de la Coopération africaine. Il quitte son poste en 2021.

## Historique

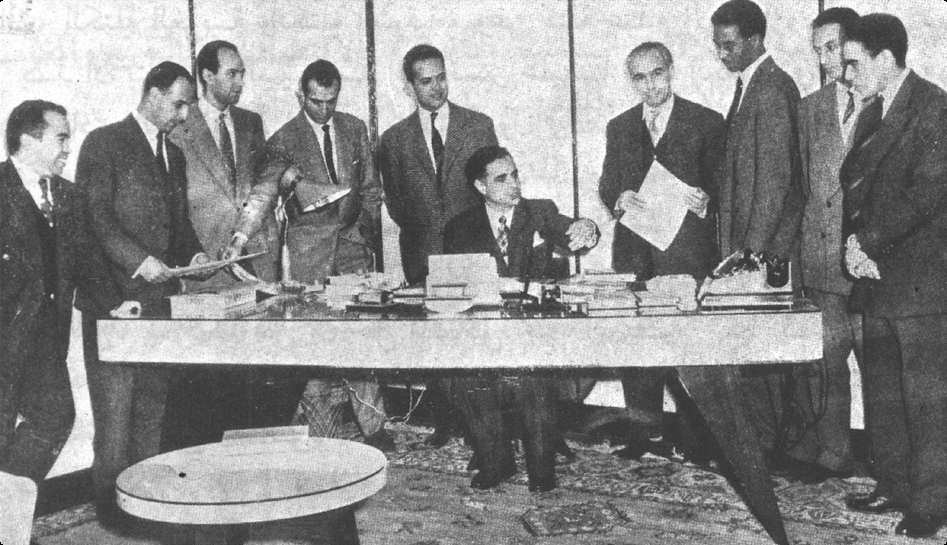
Premier ministère des Affaires étrangères. Balafrej et ses collaborateurs en 1956.

Le ministère des Affaires étrangères marocain a été créé par le dahir no 1-56-097 du 26 avril 1956, soit quatre mois après la formation du gouvernement Bekkaï I.

### Liste des anciens ministres
Le ministre des Affaires étrangères est nommé par le roi du Maroc sur proposition du Chef du gouvernement.
Ministres pendant le règne du roi Mohamed VI : 
|  | Nom                 | Parti Politique | Gouvernement                                                                                      |
|  | ------------------- | --------------- | ------------------------------------------------------------------------------------------------- |
|  | Mohamed Benaïssa    | Ind.            | el-Youssoufi I (1999-2000) el-Youssoufi II (2000-2002) Jettou I (2002-2004) Jettou II (2004-2007) |
|  | Taïeb Fassi-Fihri   | Ind.            | El Fassi (2007-2012)                                                                              |
|  | Saad Dine El Otmani | PJD             | Benkiran I (2012-2013)                                                                            |
|  | Salaheddine Mezouar | RNI             | Benkiran II (2013-2017)                                                                           |
|  | Nasser Bourita      | Ind.            | El Othmani I (2017-2019) El Othmani II (2019-2021) Akhannouch I et II (depuis 2021)               |

## Missions et attributions
Le ministère des Affaires étrangères et de la Coopération dispose de plusieurs représentations à l’étranger, en l’occurrence des missions diplomatiques (ambassades et missions permanentes) et des postes consulaires.
Les ambassades, dont le nombre atteint aujourd’hui 104 représentations de par le monde, ont pour missions d’entretenir les relations du Maroc sur le plan diplomatique et politique et de promouvoir les relations économique, culturelle et scientifique avec les pays d’accréditation.
Les consulats généraux, au nombre de 53 plus une antenne, ont, pour leur part, pour mission d’assurer la protection des intérêts du Maroc ainsi que ceux des Marocains résidant à l'étranger, et de fournir des prestations consulaires, notamment, la CNIE, les passeports, les livrets de l’état civil, les actes adoulaires, ainsi que les visas et documents appropriés au profit des personnes désirant se rendre au Maroc. Par ailleurs, les Consulats Généraux œuvrent, dans le cadre de leurs circonscriptions consulaires respectives, pour le renforcement et la promotion des relations économiques et commerciales du Royaume.
Les missions permanentes, quant à elles, jouent le rôle d’interlocuteur du Maroc auprès des organisations internationales. Il s’agit des missions auprès des Nations unies à New York, de l’Office des Nations unies et des autres Organisations Internationales à Genève, de l’UNESCO à Paris, de l’Union européenne à Bruxelles et de l’Office des Nations unies et des autres organisations internationales à Vienne
En 2020, le réseau diplomatique marocain comptait dans son actif 104 représentations diplomatiques et 57 postes consulaires de par le monde.

## Organisation
Le ministère des Affaires étrangères est divisé en une administration centrale située à Rabat et des services déconcentrés à Tanger et Fès, ainsi qu'une administration territoriale présente partout sur la planète.

### Administration centrale
Secrétaire général
Inspecteur général
I) Direction générale des relations bilatérales et des affaires régionales
II) Direction du Grand Maghreb et des Affaires de l’UMA :
- Division du grand Maghreb :

1. Service de l’Algérie et de la Mauritanie
2. Service de la Tunisie et de la Libye

- Division de l’UMA :

1. Service de l’UMA
2. Service des Institutions et des Affaires politiques

Direction du Machrek, du Golfe et des Organisations arabes et islamiques :
- Division du Golfe arabe :

1. Service des Relations bilatérales avec les pays du Golfe arabe
2. Service des Relations avec le Conseil de coopération du Golfe

- Division du Machrek :

1. Service de la Syrie, du Liban, de la Palestine et du Yémen
2. Service Égypte, Soudan, Jordanie et Irak

- Division des Organisations arabes et islamiques :

1. Service de la Ligue des États arabes
2. Service de l'Organisation de la Conférence islamique

III) Direction des Affaires africaines :
- Division de l’Afrique occidentale et orientale :

1. Service Afrique orientale
2. Service Afrique occidentale et Atlantique
3. Service Pays du Sahel

- Division de l’Afrique centrale et Australe :

1. Service Afrique australe
2. Service Afrique centrale

- Division des Organisations et des Partenariats :

1. Service des partenariats
2. Service des organisations

IV) Direction des Affaires asiatiques et de l’Océanie :
Service des Organisations régionales asiatiques
- Division de l’Asie occidentale, centrale et du Sud :

1. Service Asie du Sud
2. Service Asie occidentale et centrale

- Division de l’Extrême Orient, de l’Asie du Sud Est et de l’Océanie :

1. Service de l'extrême orient
2. Service Asie du Sud-Est et Océanie

V) Direction des Affaires européennes :
- Division de l’Europe méditerranéenne :

1. Service de l'Europe méridionale (Balkans, Grèce, Turquie, Slovénie)
2. Service Espagne, Portugal
3. Service France, Italie, Vatican, Monaco et Andorre

- Division de l’Europe centrale et orientale :

1. Service Allemagne et Europe centrale
2. Service du Royaume-Uni, des Pays scandinaves et du Benelux
3. Service de la Russie, de l'Europe de l'Est et des Pays baltes

VI) Direction de l’Union européenne et des processus méditerranéens :
- Division des relations Maroc-UE :

1. Service Recherches, Infrastructures et Échanges humains
2. Service du Marché intérieur
3. Service des Institutions communautaires

- Division UPM et Processus Méditerranéens :

1. Service de la Coopération sectorielle
2. Service des Processus Euro-méditerranéen
3. Service des Institutions et des Affaires politiques

VII) Direction des Affaires américaines :
Service des Organisations régionales américaines
- Division de l’Amérique du Nord et des Caraïbes :

1. Service des Caraïbes
2. Service des États-Unis et du Canada

- Division Amérique latine :

1. Service Amérique du Sud
2. Service Amérique centrale

VIII) Direction des Nations unies et des Organisations internationales :
Service des candidatures et des contributions
- Division de l’Organisation des Nations unies :

1. Service Assemblée générale
2. Service Conseil de Sécurité

- Division des Organisations internationales :

1. Service des Organisations et des Initiatives internationales
2. Service du mouvement des non-alignés et Conférences internationales

IX) Direction de la Coopération multilatérale et des Affaires économiques internationales :
- Division du Système des Nations unies pour le Développement :

1. Service du Conseil économique et social des Nations unies (ECOSOC)
2. Service des Institutions spécialisées
3. Service des agences des Nations unies pour le financement du développement

- Division des Questions économiques et financières :

1. Service de la Gouvernance mondiale
2. Service Institutions financières
3. Service de l'OMC et des organisations commerciales

X) Direction des Questions globales :
Service du Développement durable et de l'Environnement
- Division des Droits de l’Homme et des Questions humanitaires :

1. Service des questions humanitaires
2. Service des Droits de l'Homme

- Division des Questions globales à caractère sécuritaire et social :

1. Service des questions globales à caractère sécuritaire et social
2. Service de Non-prolifération et du Désarmement

XI) Direction de la diplomatie publique et des acteurs non-étatiques :
- Division des Médias :

1. Service des études et de l'information
2. Service Relations avec les Médias

- Division des Relations avec les acteurs non étatiques :

1. Service des Relations avec les ONG
2. Service Relations avec les groupes de réflexion et les acteurs non étatiques

- Division de la Diplomatie publique :

1. Service E-communication et de la Médiathèque
2. Service de la Publication

XII) Direction de la promotion et de la coopération économiques :
- Division de la Promotion économique :

1. Service Programmation, de l'Organisation et de la Logistique
2. Service de la veille économique
3. Service des mises en relations commerciales

- Division des Études et de la Coopération économique :

1. Service des études et de la Coordination sectorielle
2. Service de l'impulsion et de la Coopération économique

XIII) Direction de la coopération et de l’action culturelles :
Service des Organisations et des Initiatives interculturelles
- Division de l’Action culturelle :

1. Service Programmation et de l'Organisation
2. Service de l’impulsion et des Relations avec les acteurs culturels

- Division de la Coopération culturelle, éducative et scientifique :

1. Service Coopération scolaire et Universitaire
2. Service de la mise en œuvre des Accords, protocoles et Programmes d'applications
3. Service des Affaires estudiantines

XIV) Direction des Affaires consulaires et sociales :
- Division des Prestations consulaires :

1. Service des Visas et Circulation transfrontalière
2. Service Passeports, de l'Identification et de la Réadmission

- Division État civil :

1. Service Nationalité et du Notariat
2. Service de État civil

- Division des Marocains à l’étranger :

1. Service des Légalisations
2. Service Protection et de l'Assistance
3. Service de l'Action sociale

- Division de la Coopération consulaire et sociale :

1. Service des Étrangers et d'Asile
2. Service de la Coopération judiciaire
3. Service des Conventions consulaires

XV) Direction des Affaires juridiques et des traités :
- Division des Affaires juridiques :

1. Service des procédures juridiques
2. Service des Conférences et Comités à caractère juridique

- Division des Traités :

1. Service des accords bilatéraux
2. Service des conventions multilatérales

- Division du Contentieux et des Archives diplomatiques :

1. Service des études et du Contentieux
2. Service des archives juridiques
3. Service de traduction des textes et des documents juridiques

XVI) Direction des ressources humaines :
- Division des Ressources humaines :

1. Service de l'Ordonnancement des dépenses
2. Service de la Gestion des carrières

- Division de la Formation et des Œuvres sociales :

1. Service de la Formation continue et de la Coopération
2. Service Action sociale

- Division de la Programmation et de la Réglementation :

1. Service Réglementation et du Contentieux
2. Service Gestion prévisionnelle

XVII) Direction du protocole :
Service Correspondance
- Division du Cérémonial et des Accréditations :

1. Service Accréditations
2. Service Cérémonial

- Division des Privilèges et Immunités :

1. Service Privilèges
2. Service Immunités
3. Service Documents officiels

XVIII) Direction des affaires financières, des systèmes d’information et de la logistique :
- Division des Affaires financières et du Contrôle de gestion :

1. Service Prévisions et de l'Analyse budgétaire
2. Service des Dépenses des Services centraux et des MDPC
3. Service du Contrôle de gestion

- Division de la Logistique :

1. Service Sécurité et Accueil
2. Service Transport
3. Service des Moyens logistiques et des Achats
4. Service du Patrimoine

- Division de la Gestion du courrier de la valise :

1. Service de la Gestion du courrier et de la Valise diplomatique
2. Service des Chiffrement et des Transmissions

- Division des Système d’information :

1. Service de la gestion et de la sécurité des réseaux
2. Service des Équipements informatiques et de la Maintenance
3. Service des Études et du Développement

Académie marocaine des études diplomatiques

## Anciennes directions
- Direction générale des questions multilatérales et globales
- Direction générale de la promotion économique, de l'action culturelle et de la diplomatie publique

### Les postes diplomatiques et consulaires
Pour mener les missions qui lui incombent, le ministère des Affaires étrangères d'un nombre important de représentations à l'étranger.

## Budget
Le budget du ministère des Affaires étrangères, de la Coopération africaine et des Marocains résidant à l'étranger s'élève à 4,03 Milliards de dirhams[Quand ?] dont :
| Libellés | Montant en DH |
| --- | ------------- |
| Personnel | 2 416 880 000 |
| Matériel et dépenses diverses | 1 278 824 000 |
| Dépenses d'investissement | 319 733 000   |
| Total des dépenses d'exploitation des SEGMA[pas clair] rattachés au ministère des Affaires étrangères, de la Coopération africaine et des Marocains résidant à l'étranger | 20 000 000    |
| Total | 4 035 437 000 |

### Décrets d'attribution
Conformément au décret no 2.11.428 du 7 Chaoual 1432 (6 septembre 2011) fixant les attributions et l’organisation du ministère des Affaires étrangères, de la Coopération africaine et des Marocains résidant à l'étranger, il lui incombe de conduire l’action diplomatique, d’assurer le développement de la coopération internationale et la coordination de l’ensemble des relations extérieures et de veiller à leur adéquation à la politique extérieure du Royaume. Ce même décret attribue au ministère la mission d’assurer la protection des ressortissants, des intérêts et des biens marocains à l’étranger et facilite le développement de leurs activités et il a la charge de celles des réfugiés et des apatrides résidant sur le territoire national.

### Textes d'organisation
Arrêté du ministre des affaires étrangères et de la coopération no 1958-11 du 16 chaoual 1432 (15 septembre 2011) fixant et organisant les divisions et les services relavant aux directions centrales du ministère des affaires étrangères et de la coopération